# Chlorhexidine
La chlorhexidine est un antiseptique à large spectre d'action.
Elle est plus active sur les germes Gram positif que sur les Gram négatif. Elle agit en altérant les protéines des membranes bactériennes.
La chlorhexidine, dont la structure est entièrement synthétique, est de formule C22H30Cl2N10.

## Biochimie
C'est un bisbiguanide chloré, utilisé le plus souvent sous forme de gluconate et de digluconate.
La molécule est un cation deux fois positif et se présente comme chlorure, comme acétate et comme digluconate. Elle est symétrique, contient deux anneaux de benzène.
La chlorhexidine est facilement soluble dans les solvants organiques, tels le dichlorométhane.

## Usage médical
La chlorhexidine est un antiseptique à large spectre d'action. Elle possède des effets bactériostatiques ou bactéricide selon des facteurs tels que le pH ou la concentration. Elle est bactéricide à très faible concentration (0,05 %) et possède un effet rémanent et cumulatif. Son efficacité est diminuée en présence de matières organiques telles que le sang ou le sérum.
Elle n'est pas sporicide.
Elle est utilisée essentiellement en tant qu'antiseptique cutané.

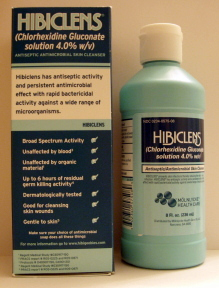
Nettoyant pour la peau, contenant de la chlorhexidine

Il existe de nombreuses spécialités pharmaceutiques à base de chlorhexidine seule ou associée à d'autres antiseptiques.
Elle est peu toxique, sauf pour l'oreille moyenne et ne doit pas être utilisée par voie auriculaire.
Elle peut entrainer des allergies chez les porteurs de lentilles de contact, et des irritations des muqueuses et des yeux.
La chlorhexidine est un cation et est donc neutralisé par des savons et des détergents anioniques.

### Usage en médecine dentaire

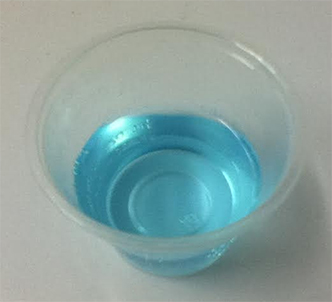
Rince-bouche, solution de 0,12% gluconate de chlorhexidine

La chlorhexidine et ses sels sont fortement antibactériens et ont l'avantage d'agir longtemps sur les dents et la muqueuse buccale, sans pénétrer dans le corps. On retrouve de la chlorhexidine dans :
- Pâte dentifrice (comme Parodontax)
- Spray buccal

Elle est souvent utilisée dans les bains de bouche destinés à réduire la plaque dentaire et les bactéries. La chlorhexidine peut aussi être utilisée contre les mauvaises haleines. Elle a montré une action bactéricide immédiate et une action bactériostatique prolongée due à une adsorption à la surface de l'émail.
Les produits à base de chlorhexidine sont utilisés pour prévenir ou combattre les gingivites. Le digluconate de chlorhexidine n'a pas prouvé son efficacité dans la réduction du tartre sous-gingival et dans certaines études a même augmenté les dépôts. Combiné au xylitol, on peut observer un effet synergique.
Le rôle de la chlorhexidine dans la prévention des caries est controversé. L'usage continu de produits contenant de la chlorhexidine pendant de longues périodes peut tacher les dents, particulièrement sur les restaurations dentaires à base de silicates ou de résines. L'usage prolongé peut aussi altérer le goût (ce dernier symptôme disparaît avec l'arrêt de la chlorhexidine). Une version qui tache moins les dents a été développée. La chlorhexidine est neutralisée par les additifs courants dans les dentifrices comme le lauryl sulfate de sodium et le monofluorophosphate de sodium. Bien que les données soient limitées, afin de maximiser l'efficacité il serait préférable d'observer des intervalles de 30 minutes à 2 heures entre le brossage des dents et l'utilisation du bain de bouche.

## Divers
La chlorhexidine fait partie de la liste des médicaments essentiels de l'Organisation mondiale de la santé (liste mise à jour en avril 2013).